# Tuzelski kanton
Tuzelski kanton (bosansko Tuzlanski kanton, do leta 1999 Tuzlansko-podrinjski kanton) je eden od desetih kantonov Federacije Bosne in Hercegovine v Bosni in Hercegovini.
Kanton na jugu in zahodu meji na Zeniško-dobojski kanton, na severu na Distrikt Brčko ter na severozahodu, severovzhodu in vzhodu na Republiko Srbsko. Njegova površina znaša 2649 km², kar predstavlja 10,14 % površine Federacije in 5,17 % ozemlja Bosne in Hercegovine. Po podatkih popisa iz leta 2013 je Tuzelski kanton s 445 028 prebivalci najmnožičneje naseljen kanton v Federaciji in s 168 prebivalci na km² drugi najgosteje naseljen (za Kantonom Sarajevo).
H kantonu spadajo mesta Tuzla, Gračanica, Gradačac, Srebrenik in Živinice ter občine Banovići, Čelić, Doboj Istok, Kalesija, Kladanj, Lukavac, Sapna in Teočak.